# Spiaggia rosa

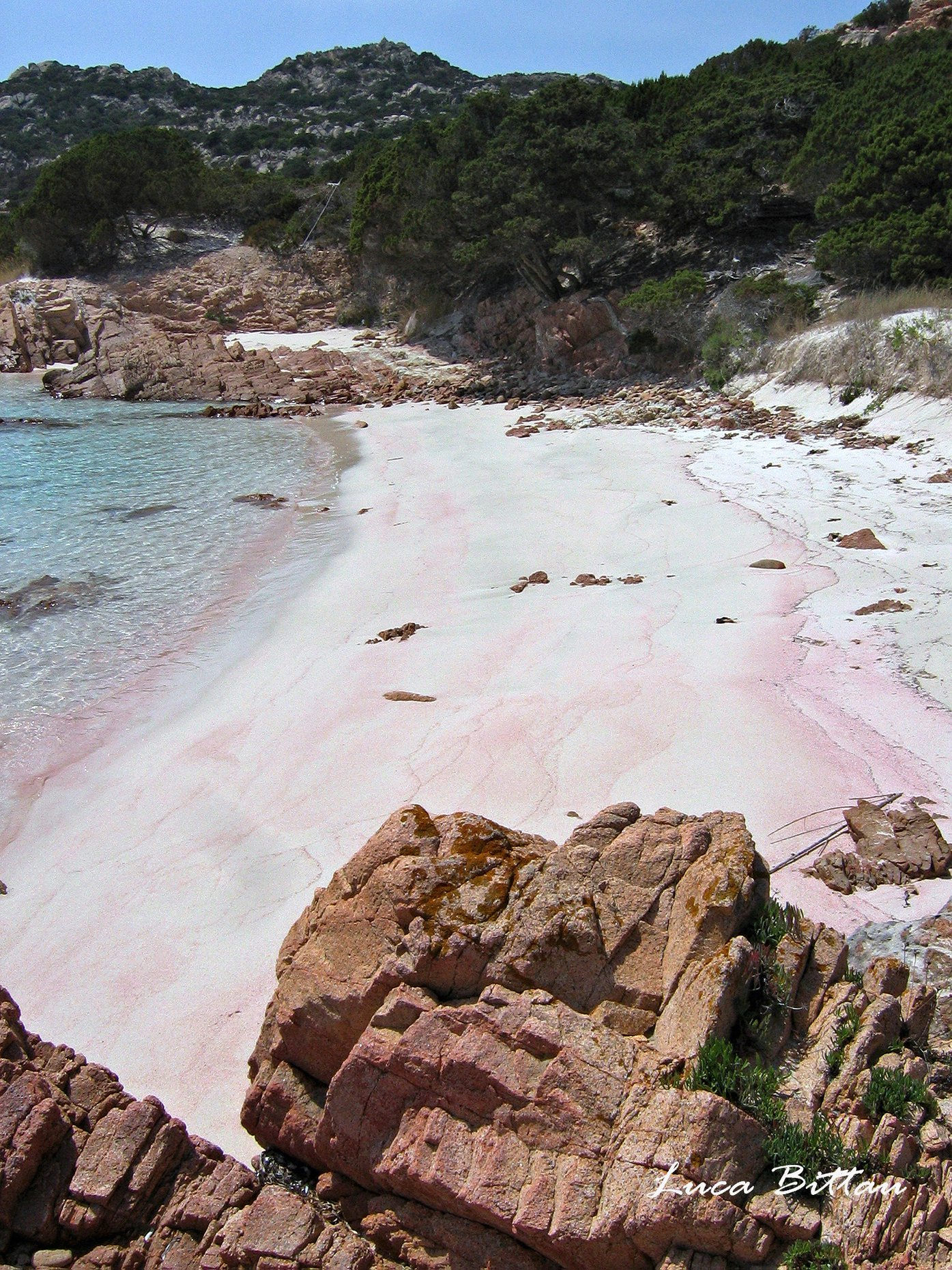
Spiaggia Rosa, (Isola di Budelli), Arcipelago di La Maddalena, Sardegna, Mar Mediterraneo.

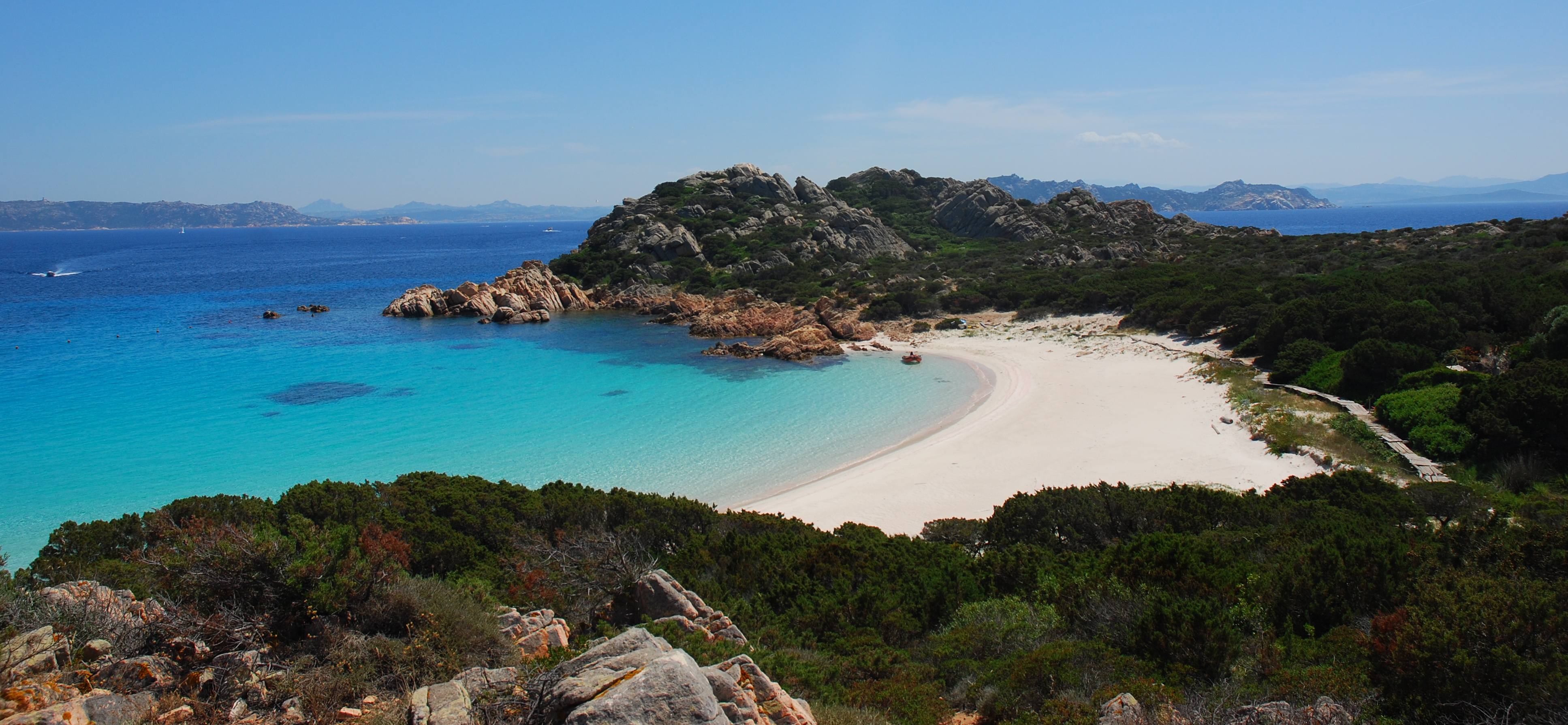
Cala di Roto (Spiaggia Rosa), isola di Budelli.

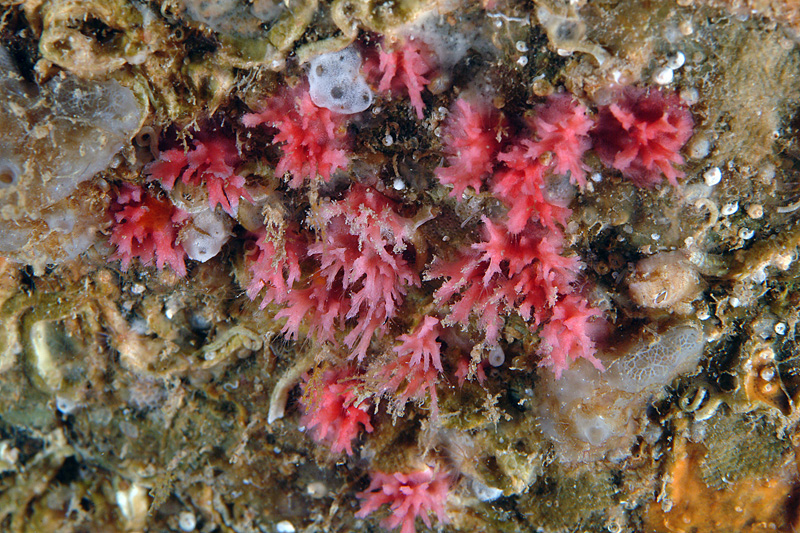
Il foraminifero Miniacina miniacea

La Spiaggia Rosa è una spiaggia situata a Cala di Roto, sud-est dell'isola di Budelli ed è compresa nell'Arcipelago di La Maddalena. Deve il suo nome al caratteristico colore rosa della sabbia della spiaggia emersa, dovuto alla presenza di gusci calcarei di Miniacina miniacea, un foraminifero il cui habitat viene individuato su substrati organici, tra cui i rizomi di Posidonia oceanica, la fanerogama marina più importante del mar Mediterraneo. Nella composizione della sabbia (sia emersa che sommersa), la percentuale di scheletri di microrganismi marini (bianchi e rosa) è molto alta, fino al 80-90%, paragonabile a quella delle spiagge coralline tropicali (dove però il carbonato di calcio deriva soprattutto da frammenti di coralli).
La spiaggia rientra nella Zona A (tutela integrale) del parco nazionale Arcipelago di La Maddalena e dal 1994 (anno di istituzione del parco) ne è vietato l'accesso, il transito, la sosta e la balneazione; essendo, quindi, vietato calpestare l'arenile è possibile ammirare i suoi colori dal mare. La sola navigazione è possibile purché a lento moto e fino al confine delle boe che sono poste a circa 70 metri dalla riva a chiusura della baia. Oltre che all’asportazione inconsapevole da parte dei visitatori, la speciale sabbia è stata anche oggetto di furti: motivo per cui in seguito è stata resa area protetta. Si prevede di realizzare un servizio gratuito di visita virtuale per apprezzare le bellezze dell'arcipelago anche a distanza.